# اقتصاد جامايكا
يعتمد اقتصاد جامايكا بشكل أساسي على قطاع الخدمات الذي يمثل 70% من الناتج المحلي الإجمالي للبلاد. وتتمتع جامايكا أيضًا بموارد طبيعية، يأتي البوكسيت في مقدمتها، ومناخها الملائم للزراعة والسياحة. أدى اكتشاف البوكسيت في الأربعينيات وما تلاه من صناعة البوكسيت والألومينا إلى تحول الاقتصاد الجامايكي من الاعتماد السابق على السكر والموز. بحلول سبعينيات القرن العشرين برزت جامايكا رائدًا عالميًا في تصدير هذه المعادن مع زيادة الاستثمار الأجنبي.
لكن ضعف القطاع المالي والمضاربة وانخفاض مستويات الاستثمار كلها أدت إلى تناقص الثقة في القطاع الإنتاجي. تواصل الحكومة جهودها لرفع ديون سيادية جديدة في الأسواق المالية المحلية والدولية من أجل الوفاء بالديون الأمريكية، وسحب السيولة للحفاظ على سعر الصرف والمساعدة في تمويل العجز الحالي في الميزانية.
تشجع السياسات الاقتصادية لحكومة جامايكا الاستثمار الأجنبي في المجالات التي تحقق كسبًا أو تحافظ على العملات الأجنبية، وتولد فرص العمل، وتستخدم المواد الخام المحلية. توفر الحكومة مجموعة واسعة من الحوافز للمستثمرين.
حفزت مناطق التجارة الحرة الاستثمار في صناعة الملابس الجاهزة والصناعات الخفيفة وإدخال البيانات من قبل الشركات الأجنبية. مع ذلك على مدار السنوات الخمس الماضية عانت صناعة الملابس من انخفاض حصائل الصادرات، واستمرار إغلاق المصانع، وارتفاع معدلات البطالة. تأمل حكومة جامايكا في تشجيع النشاط الاقتصادي من خلال الجمع بين الخصخصة وإعادة هيكلة القطاع المالي وخفض أسعار الفائدة وتعزيز السياحة والأنشطة الإنتاجية ذات الصلة.
في أبريل عام 2014 وقعت حكومتا جامايكا والصين على الاتفاقيات الأولية للمرحلة الأولى من مركز النقل الجوي الجامايكي «جيه إل إتش». تهدف هذه المبادرة إلى جعل كينغستون بمثابة العقدة الرابعة في سلسلة الخدمات اللوجستية العالمية، بجانب كل من روتردام ودبي وسنغافورة، في خدمة الأمريكيتين. من المتوقع أن يوفر المشروع عند اكتماله العديد من الوظائف للجامايكيين، بالإضافة إلى مناطق اقتصادية للشركات متعددة الجنسيات، والنمو الاقتصادي الذي تحتاجه البلاد لتخفيف نسبة الدين الثقيلة تجاه الناتج المحلي الإجمالي. كان الالتزام الجامايكي الشديد ببرنامج إعادة التمويل التابع لصندوق النقد الدولي والاستعدادات من أجل مركز النقل الجوي ذا أثر إيجابي على تصنيف جامايكا الائتماني وتوقعات وكالات التصنيف الثلاث الكبرى.
حلّت جامايكا في المرتبة 78 في مؤشر الابتكار العالمي عام 2023، وتراجعت للمركز 79 في مؤشر عام 2024.

## التاريخ الاقتصادي
قبل الاستقلال كان اقتصاد جامايكا يعتمد بشكل كبير على الزراعة، وقد كانت الغالبية العظمى من القوى العمالية تعمل في إنتاج السكر والموز والتبغ. وفقًا لإحدى الدراسات، في القرن الثامن عشر كانت جامايكا أكثر دول العالم تفاوتاً في توزيع الثروة، إذ كانت النخبة ذات التعداد الصغير ثرية للغاية وتملك العبيد، في حين أن بقية السكان عاشوا على حافة الكفاف.
كانت هذه المنتجات تُصدَّر بشكل رئيس إلى المملكة المتحدة وكندا والولايات المتحدة. وتوسعت العلاقات التجارية لجامايكا بشكل ملحوظ من عام 1938 إلى عام 1946، إذ تضاعف إجمالي الواردات تقريبًا من 6,845,000 جنيه إسترليني إلى 12,452,000جنيه إسترليني. بعد عام 1962، اتجهت الحكومة الجامايكية إلى تحسين إنتاج البوكسيت / الألومينا والطاقة والسياحة في عامي 1998 و 1999. في عام 2000 شهدت جامايكا عامها الأول من النمو الإيجابي منذ عام 1995.
انخفض التضخم من 25٪ في عام 1995 إلى ما دون 10% في عام 2000، فوصل في عام 2004 إلى أدنى مستوى منذ عقود 4.3٪. وقد منع البنك المركزي أيضًا أي انخفاض مفاجئ في سعر الصرف من خلال التدخل الدوري في السوق. لكن كان الدولار الجامايكي يتدهور على الرغم من التدخل، ما أدى إلى متوسط سعر صرف بلغ 73.40 دولار جامايكي لكل 1.00 دولار أمريكي و136.2 دولار جامايكي لكل 1.00 يورو (في فبراير 2011). بالإضافة إلى ذلك، يتجه التضخم إلى الارتفاع منذ عام 2004، وكان من المتوقع أن يصل مرة أخرى إلى معدل يفوق العشرة بالمئة من 12 إلى 13٪ خلال عام 2008، ويرجع هذا إلى ظروف طقسية غير مواتية سببت الضرر للمحاصيل الزراعية، بالإضافة إلى زيادة الواردات الزراعية وارتفاع أسعار الطاقة الكهربائية.
على مدى الثلاثين عامًا الماضية، ارتفع نصيب الفرد من إجمالي الناتج المحلي الحقيقي بمعدل واحد بالمئة فقط في السنة، ما يجعل جامايكا واحدة من أبطأ البلدان النامية نمواً في العالم.
شرعت حكومة جامايكا في برنامج شامل وطموح للإصلاحات لتلافي هذا الوضع، وقد حصلت من خلال ذلك على الدعم الوطني والدولي: صندوق تمويل موسع مدته أربع سنوات من صندوق النقد الدولي يوفر حزمة دعم مقدارها 932 مليون دولار أمريكي، قدمت كل من مجموعة البنك الدولي وبنك التنمية للبلدان الأمريكية برامج بنحو 510 ملايين دولار أمريكي لكل منهما، وهذا لتسهيل أجندة الإصلاح الاقتصادي لحكومة جامايكا لتحقيق الاستقرار الاقتصادي وتخفيض الديون وتهيئة الظروف للنمو والقدرة على التكيف. بالإضافة إلى ذلك، سوف تواصل مؤسسة التمويل الدولية ووكالة ضمان الاستثمار المتعددة الأطراف دعم تنمية القطاع الخاص.
بدأ هذا البرنامج الإصلاحي يؤتي ثماره: بدأت الإصلاحات المؤسسية والتدابير لتحسين البيئة للقطاع الخاص باستعادة الثقة في الاقتصاد الجامايكي. قفزت جامايكا 27 مرتبةً إلى المرتبة 58 من بين 189 اقتصادًا في جميع أنحاء العالم في تصنيف تقرير ممارسة أنشطة الأعمال لعام 2015، وتحسن التصنيف الائتماني للبلاد، وجمعت الحكومة بنجاح أكثر من ملياري دولار أمريكي في رأس المال الدولي في الأسواق في عامي 2014 و2015.
على الرغم من الانتعاش الذي حصل، ما يزال النمو الاقتصادي منخفضًا: توقعت حكومة جامايكا نموًا حقيقيًا في الناتج المحلي الإجمالي بنسبة 1.9 في المئة للعام المالي 2015/2016، وما زالت البلاد تواجه مشاكل اجتماعية خطيرة تؤثر في الغالب على الشباب، مثل ارتفاع مستويات الجريمة والعنف وارتفاع معدلات البطالة. جامايكا التي شهدت انخفاض معدل الفقر بحوالي 20% على مدار عقدين، واجهت مجدداً زيادة بنسبة 8% خلال بضع سنوات.
يبلغ معدل البطالة في جامايكا نحو 13.2٪ (أبريل 2015، المعهد الإحصائي لجامايكا)، وبطالة الشباب تزيد بأكثر من الضعف على المعدل الوطني 38٪. ومع ذلك تمتلك جامايكا قوتها العاملة الماهرة ومؤشراتها الاجتماعية والحكومية القوية.

## وصلات خارجية
- World Bank Trade Summary Statistics Jamaica 2012